# Robin Hood (musical)
Robin Hood is een Vlaamse musical geproduceerd door Studio 100 uit 2001 en 2012.

## Verhaal
Het is het jaar 1105. Koning Richard is op kruistocht vertrokken, en nu is zijn gemene broer Jan aan de macht. Samen met de Sheriff van Nottingham eist hij zeer hoge belastingen van het Engelse volk, en wie niet betaalt, zal hangen of worden opgesloten in het kasteel voor altijd. Robin Hood woont samen met zijn bende in de bossen van Sherwood en samen strijden ze tegen de slechte Koning en de Sheriff. Als Marianne, de dochter van Koning Richard, en Robin Hood elkaar tegenkomen worden ze hopeloos verliefd, maar dit is tegen de zin van Koning Jan. Hij zint op wraak, en samen met de Sheriff bedenkt hij een duivels plan...

## Liedjes
- Deel 1:

1. Ouverture
2. Sheriff van Nottingham
3. Giet de wijn uit het vat
4. Koning Jan let maar op
5. Ping pingeling
6. Koning Richard mijn vader
7. Stelen & verdelen
8. Houd de dief
9. Blauwe ogen
10. De buit is binnen
11. Het Broeder Tuck lied (enkel in de versie van 2001)
12. Pak Robin
13. Morgen

- Deel 2:

1. Schiettoernooi in Nottingham
2. Je wordt mijn bruid (enkel in de versie van 2001)
3. Kleine Robin
4. Ik ben Robin Hood
5. Oog in oog
6. Voor altijd

## Cast 2001
- Robin Hood - Rolf Koster
- Lady Marian - Chadia Cambie
- Koning Jan - Koen Crucke
- Sheriff van Nottingham - Door van Boeckel
- Kleine Jan - Peter Van De Velde
- Broeder Tuck - David Davidse
- Koning Richard - Ernst van Looy
- Kleine Robin - Thomas van Praet, Stef Aerts, Rob Teuwen
- Simpele Joe - Frank Hoelen
- Wachter Ron & Dronkenman - Dirk Bosschaert
- Wachter John - Michaël Zanders
- Vader - Ton Peeters
- Bisschop - Jasper Verheugd
- Michele Tesoro
- Christophe Haddad
- Yoann Martin
- Luk Moens
- Kris Castelijns
- Johan Sips
- Maid Lisa - Annemieke van der Ploeg
- Moeder - Martine Kennis
- Oud Vrouwtje - Cathy Vanderstappen
- Free Souffriau
- Veerle Desimpelaere
- Petra Hanskens
- Grietje Vanderheijden

## Cast 2012
| Rol                       | Cast                                        | Understudy                  |
| ------------------------- | ------------------------------------------- | --------------------------- |
| Robin Hood                | Jelle Cleymans                              | Sandor Stürbl               |
| Lady Marianne             | Free Souffriau                              | Nathalie De Mey             |
| Koning Jan                | Koen Crucke                                 | Dennis Willekens            |
| Sheriff van Nottingham    | Peter Thyssen                               | Nick Fleuren,               |
| Broeder Tuck              | Chris Cauwenberghs                          | Sjoerd Oomen, Sandor Stürbl |
| Kleine Jan                | Peter Van De Velde                          | Nick Fleuren                |
| Simple Joe & Wachter John | Walter Baele                                | Nordin De Moor              |
| Dronkeman & Wachter Ron   | Patrick Onzia                               | Sjoerd Oomen                |
| Kleine Robin              | Remi De Smet, Pieter Vreys, Evert Derswyvel |                             |
| Lisa                      | Helen Geets                                 | Canick Hermans              |
| Koning Richard            | Dennis Willekens                            |                             |
| Vader                     | Nick Fleuren                                | Sven Tummeleer              |
| Moeder                    | Joke Bleyenberg                             |                             |
| Vrouwtje                  | Canick Hermans                              |                             |
| Bisschop                  | Sandor Stürbl                               |                             |

| Ensemble |
| --- |
| Sandor Stürbl, Sjoerd Oomen, Dennis Willekens, Nordin De Moor, Nick Fleuren, Tim Van Der Straeten, Sven Tummeleer, Helen Geets, Nathalie De Mey (swing), Canick Hermans, Joke Bleyenberg |

'14-'18 · '40-'45 (België) · '40-'45 (Nederland) · De 3 Biggetjes · 3 Musketiers · Aida · Alice in Wonderland · A xXxmas Carola · Anatevka · Assepoester · Belle en het Beest · Billie Holiday · Bloedbroeders · The Bodyguard · Cabaret · Camelot · Cats · Chicago · Ciske de Rat · Cyrano de Bergerac · De Schone van Boskoop · Daens · Dirty Dancing · Doe Maar! · Domino · Doornroosje · Dracula · Drood · Elisabeth · Evita · Fame · De Finale · Flashdance · Foxtrot · Goodbye, Norma Jeane · Grease · Hair · High School Musical · De Jantjes · Jekyll & Hyde · Jersey Boys · Jesus Christ Superstar · Kadanza · De kleine zeemeermin · Koning van Katoren · Kruimeltje · Kuifje: De Zonnetempel · Kunt u mij de weg naar Hamelen vertellen, mijnheer? · The Last Five Years · Lelies · The Lion King · The Little Mermaid · Love Story · Lover of Loser · Mamma Mia! · De man van La Mancha · Mary Poppins · Les Misérables · Miss Saigon · Muerto! · De Muze van Rubens · My Fair Lady · On Your Feet! · Op hoop van Zegen · Oorlogswinter · The Passion · Pauline & Paulette · The Phantom of the Opera · Pinokkio · Red Star Line · Rembrandt · Robin Hood · Romeo en Julia, van Haat tot Liefde · De Rozenoorlog · Shhh...it happens! · Shrek · Soldaat van Oranje · Spring Awakening · De sprookjesmusical Klaas Vaak · Sneeuwwitje · The Sound of Music · Tarzan · Titanic · Turks fruit · Urinetown · De Vliegende Hollander · Wat Zien Ik?! · Wicked · The Wild Party · The Wiz · Wickie de viking de musical
    Portaal Musical